# Войвож (приток Большой Шердыны)
Войвож (устар. Вой-Вож) — река в России, протекает по территории Сосногорского района и Вуктыльского округа в Республике Коми. Устье реки находится в 3 км по левому берегу реки Большая Шердына. Длина реки составляет 18 км.
Исток реки находится в 20 км к северо-западу от села Шердино и в 65 км к юго-западу от города Вуктыл. Река течёт на восток, затем на юго-восток. Всё течение проходит по ненаселённому, всхолмлённому, частично заболоченному лесному массиву. Впадает в Большую Шердыну тремя километрами выше устья самой Большой Шердыны в 6 км к северо-западу от села Шердино.

## Этимология гидронима
Войвож — «северный приток» на коми, от вой — «ночь», «север», «северный» и вож — «приток».

## Данные водного реестра
По данным государственного водного реестра России относится к Двинско-Печорскому бассейновому округу, водохозяйственный участок реки — Печора от водомерного поста у посёлка Шердино до впадения реки Уса, речной подбассейн реки — бассейны притоков Печоры до впадения Усы. Речной бассейн реки — Печора.
Код объекта в государственном водном реестре — 03050100212103000060800.